# Accident d'un Antonov An-26 russe en 2018
Le 6 mars 2018, un Antonov An-26 de la Force aérienne russe s'écrase pendant la phase d'approche de la base aérienne de Hmeimim, près de Lattaquié (Syrie). Il n'y a aucun survivant parmi les 39 passagers et membres d'équipage.

## Déroulement
La catastrophe a lieu à 500 mètres de la piste de la base aérienne de Hmeimim, quelques secondes avant l'atterrissage.

## Enquête
Les autorités russes déclarent rapidement que la piste d'un problème technique est privilégiée, l'appareil n'ayant pas été visé par des tirs. Une commission du ministère de la Défense est formée pour enquêter.